# Giọng ải giọng ai (mùa 5)
Mùa thứ năm của chương trình trò chơi truyền hình về âm nhạc Giọng ải giọng ai được phát sóng trên kênh HTV7 từ ngày 28 tháng 6 đến ngày 4 tháng 10 năm 2020.
Theo thông báo từ đạo diễn Khương Dừa vào ngày 5 tháng 4 năm 2020, chương trình ban đầu có kế hoạch phải tạm hoãn phát sóng mùa này do ảnh hưởng của đại dịch COVID-19, và có khả năng bị hủy bỏ. Tuy vậy, sau đó anh đã quyết định hủy bỏ kế hoạch này và tiếp tục phát sóng.
Luật chơi có sự thay đổi khi bất kỳ đội nào đều có thể chốt ngay giọng ca bí ẩn mà mình lựa chọn ngay từ vòng đầu tiên; ngoài ra, bất cứ giọng ca hát hay nào bị loại ở vòng 1 và 2 đều sẽ có tiền thưởng ra về. Mùa này có một tập đặc biệt, khi các giọng ca bí ẩn đều là những nghệ sĩ nổi tiếng.

## Luật chơi

### Các vòng thi
Chương trình có 3 vòng thi. 7 giọng ca bí ẩn sẽ xuất hiện trên sân khấu. Trong số họ sẽ có những người có giọng hát hay và những người hát không hay. Sau 3 vòng thi, đội nào chọn được chính xác thí sinh hát hay sẽ giành chiến thắng chung cuộc.

#### Vòng hoá thân
Hai đội chơi sẽ được xem những đoạn video clip giới thiệu về nghề nghiệp của 7 giọng ca bí ẩn. Cuối mỗi đoạn clip, hai đội chơi sẽ được nghe một âm thanh (ngắn hơn 1 giây) phát ra từ giọng ca bí ẩn đó. Sau vòng 1, mỗi đội chơi sẽ loại ra 1 giọng ca bí ẩn mà họ cho là hát không hay. Bất kỳ đội nào có thể quyết định chọn 1 giọng ca bí ẩn ngay từ vòng này để song ca với ca sĩ khách mời ở cuối chương trình. Giọng ca bí ẩn đó sẽ không thể được đội chơi lựa chọn thay đổi đến hết chương trình và không thể bị đội đối phương loại.

#### Vòng siêu diễn
Hai đội chơi sẽ được nghe 5 giọng ca bí ẩn còn lại hát nhép trên nền nhạc của một đoạn nhạc của những ca sĩ nổi tiếng. Sau vòng 2, mỗi đội chơi sẽ tiếp tục loại ra 1 giọng ca bí ẩn mà họ cho là hát không hay.

#### Vòng lộ diện
Mỗi đội chơi sẽ có 30 giây phỏng vấn 3 giọng ca bí ẩn còn lại. Sau phần phỏng vấn, mỗi đội chơi sẽ chọn 1 giọng ca bí ẩn hát hay để song ca với ca sĩ khách mời của đội đó, bắt đầu từ đội loại được nhiều giọng ca hát không hay hơn sau 2 vòng đầu tiên. Trong trường hợp đội đã lựa chọn giọng ca bí ẩn ngay từ vòng 1, đội chơi đó không thể thay đổi quyết định của mình ở vòng này.

### Giải thưởng
- Người chơi lựa chọn đúng giọng ca hát hay sẽ là người thắng cuộc và nhận được giải thưởng 50 triệu đồng. Nếu hai người chơi đều đoán đúng thì giải thưởng được chia đôi, mỗi người nhận 25 triệu đồng. Nếu cả hai đoán sai thì không ai nhận được giải thưởng.
- Mỗi giọng ca được chọn ở vòng cuối cùng sẽ nhận được giải thưởng 10 triệu đồng, bất kể họ hát hay hay không.
- Bất cứ giọng ca hát hay nào bị loại ở vòng 1 và vòng 2 sẽ nhận được giải thưởng 2 triệu đồng, được trao trực tiếp từ đội đã loại người chơi đó.[4]

## Danh sách các tập
| Tập    | Ngày phát sóng      | Đội chơi (ca sĩ khách mời + người hỗ trợ) | Đội chơi (ca sĩ khách mời + người hỗ trợ) | Các giọng ca bí ẩn (và số thứ tự đứng, theo thứ tự bị loại) | Các giọng ca bí ẩn (và số thứ tự đứng, theo thứ tự bị loại) | Các giọng ca bí ẩn (và số thứ tự đứng, theo thứ tự bị loại) | Các giọng ca bí ẩn (và số thứ tự đứng, theo thứ tự bị loại) | Các giọng ca bí ẩn (và số thứ tự đứng, theo thứ tự bị loại) | Các giọng ca bí ẩn (và số thứ tự đứng, theo thứ tự bị loại) | Các giọng ca bí ẩn (và số thứ tự đứng, theo thứ tự bị loại) | TK     |
| Tập    | Ngày phát sóng      | Trường Giang                              | Trấn Thành                                | Thứ tự loại trừ                                             | Thứ tự loại trừ                                             | Thứ tự loại trừ                                             | Thứ tự loại trừ                                             | Thứ tự loại trừ                                             | Giọng ca được chọn                                          | Giọng ca được chọn                                          | TK     |
| Tập    | Ngày phát sóng      | Trường Giang                              | Trấn Thành                                | Vòng Hóa thân                                               | Vòng Hóa thân                                               | Vòng Siêu diễn                                              | Vòng Siêu diễn                                              | Vòng Lộ diện                                                | Đội Trường Giang                                            | Đội Trấn Thành                                              | TK     |
| ------ | ------------------- | ----------------------------------------- | ----------------------------------------- | ----------------------------------------------------------- | ----------------------------------------------------------- | ----------------------------------------------------------- | ----------------------------------------------------------- | ----------------------------------------------------------- | ----------------------------------------------------------- | ----------------------------------------------------------- | ------ |
| 1      | 28 tháng 6 năm 2020 | Hòa Minzy (3) Hoàng Thùy (2)              | Erik (3) Nguyễn Hồng Thuận (2)            | 4. Phàng Dương Minh                                         | 5. Mina Young                                               | 6. Trần Minh Hoàng                                          | 3. Huỳnh Đông Nhi                                           | 1. Vô Thang Sang                                            | 7. Huỳnh Minh Anh                                           | 2. Bùi Tuấn Anh                                             | [ 7 ]  |
| 2      | 5 tháng 7 năm 2020  | Lou Hoàng La Thành                        | Miu Lê (2) Sam (5)                        | 1. Phạm Lựa                                                 | 3. Bảo Ngọc                                                 | 5. Ngô Ngọc Thảo                                            | 7. Nguyễn Hoàng Nam                                         | 2. Bùi Công Duy                                             | 6. Nguyễn Lê Hoảng Long                                     | 4. Lê Công Đúng                                             | [ 8 ]  |
| 3      | 12 tháng 7 năm 2020 | Quang Hà Nam Trung                        | Siu Black Xuân Lan                        | 4. Phan Thị Hồng Cẩm                                        | 5. Lê Quỳnh Thy                                             | 3. Nguyễn Hải Long                                          | 2. Thạch Thanh Niên                                         | 6. Nguyễn Mình Trường                                       | 1. Lựu Chẩn Long                                            | 7. Nguyễn Thị Kim Trắng                                     | [ 9 ]  |
| 4      | 19 tháng 7 năm 2020 | Thủy Tiên (2) Khánh Vân                   | Dương Triệu Vũ (3) Công Vinh              | 1. Thiện Như                                                | 2. Nguyễn Lê Tuẫn Anh                                       | 7. Bùi Thanh Hiểu                                           | 4. Đinh Nhật Hào                                            | 5. Nguyễn Hạnh Trang                                        | 6. Lê Kim Quý                                               | 3. Nguyễn Hồng Sơn                                          | [ 10 ] |
| 5 (ĐB) | 26 tháng 7 năm 2020 | Vũ Cát Tường (3) Puka (5)                 | Tóc Tiên (2) Cris Phan (2)                | 7. Quỳnh Lam                                                | 6. BB Trần                                                  | 2. Phạm Đình Thái Ngân                                      | 4. Hồ Bích Trâm                                             | 3. Chung Thanh Phong                                        | 5. Nguyễn Đình Vũ                                           | 1. Quang Đăng                                               | [ 5 ]  |
| 6      | 2 tháng 8 năm 2020  | Amee ViruSs (2)                           | Kay Trần (3) Song Luân                    | 5. Trần Hổng Lĩnh                                           | 3. Phạm Quang Huy                                           | 6. Mình Mình Trung                                          | 7. Phan Lê Mi                                               | 2. Lê Quốc Hùng                                             | 4. Trần Phương Anh                                          | 1. Lê Hoàng Tuyết Minh                                      | [ 11 ] |
| 7      | 9 tháng 8 năm 2020  | Nhật Kim Anh (2) Vũ Hà                    | Dương Ngọc Thái Lâm Khánh Chi             | 4. Bích Ngọc                                                | 7. Hổng Lĩnh                                                | 1. Trần Trí Trung                                           | 2. Đức Anh                                                  | 5. Yến Khoa                                                 | 3. Huyễn Lĩnh                                               | 6. Thánh Điện                                               | [ 12 ] |
| 8      | 16 tháng 8 năm 2020 | Quân AP (2) Hoàng Sơn                     | Thiều Bảo Trâm Tấn Beo                    | 5. Trương Nguyễn Huyền Anh                                  | 4. Bùi Thị Thảo Hiển                                        | 6. Lê Mình Hung                                             | 1. Nguyễn Trần Bảo Lâm                                      | 7. Giang Mỹ Dung                                            | 3. Trần Nguyễn Trí                                          | 2. Lê Văn Trung Nguyên                                      | [ 13 ] |
| 9      | 23 tháng 8 năm 2020 | Trúc Nhân (3) Otis Đỗ Nhật Trường         | Ali Hoàng Dương (2) Quang Trung (3)       | 3. Thanh Xuân                                               | 2. Phạm Đình Ân                                             | 5. Cao Thị Ngọc Lĩnh                                        | 7. Hoang Lan                                                | 6. Trần Đức Nguyên                                          | 4. Huỳnh Tỉnh Luân                                          | 1. Sunny Đàn Ngọc                                           | [ 14 ] |
| 10     | 30 tháng 8 năm 2020 | Đoan Trang (2) Võ Hoàng Yến (2)           | Bảo Thy (2) Mâu Thủy                      | 4. Nguyễn Trần Thảo Vy                                      | 2. Nguyễn Hùng Phủ                                          | 5. Nguyễn Kim Thạch                                         | 1. Trần Thành Tâm                                           | 7. Nguyễn Ngọc Lan Lĩnh                                     | 3. Nguyễn Châu Nhỉ                                          | 6. Đức Trưởng                                               | [ 15 ] |
| 11     | 6 tháng 9 năm 2020  | Chi Dân (4) Phương Trinh Jolie (3)        | Bùi Lan Hương Yoon Trần Quốc Anh          | 4. Mình Trường                                              | 1. Nguyễn Khắc Triệu                                        | 2. Minh Diệu                                                | 6. Phạm Quyên Quyên                                         | 3. Hồ Tuấn Phúc                                             | 5. Ngọc Kara                                                | 7. Huỳnh Phúc Khẳng                                         | [ 16 ] |
| 12     | 13 tháng 9 năm 2020 | Trung Quân (3) Minh Triệu                 | Bảo Anh (2) Diệp Lâm Anh                  | 6. Huỳnh Thanh Phong                                        | 1. Nguyễn An An                                             | 5. Trần Mình Trang                                          | 2. Nguyễn Văn Thịnh                                         | 3. Nabee Nguyễn                                             | 4. Vương Bảo                                                | 7. Nguyễn Thị Bích Thu                                      | [ 17 ] |
| 13     | 20 tháng 9 năm 2020 | Văn Mai Hương (3) Tiết Cương              | Đạt G Liêu Hà Trinh                       | 1. Trần Huỳnh Phúc                                          | 5. Nhật Đồng                                                | 6. Nguyễn Hoàng Khang                                       | 3. Việt Ngân                                                | 7. Ngọc Thảo                                                | 4. Nguyễn Ngọc Sơn                                          | 2. Thu Trang                                                | [ 18 ] |
| 14     | 27 tháng 9 năm 2020 | Trịnh Thăng Bình (4) Hà Thu               | Cao Thái Sơn (2) Lệ Hằng                  | 5. Dũng Cường                                               | 4. Trung Hiểu                                               | 1. Diệp Hoàng Phương Quyên                                  | 2. Nguyễn Vi                                                | 7. Lê Thu Hà                                                | 6. Nguyễn Thị Trúc Lĩnh                                     | 3. Nguyễn Phước Sang                                        | [ 19 ] |
| 15     | 4 tháng 10 năm 2020 | Khắc Việt (3) Hải Triều (3)               | Dương Hoàng Yến Mạc Văn Khoa (3)          | 1. Võ Gia Hân                                               | 2. Quang Duy                                                | 6. Minh Kim                                                 | 4. Vy Vy                                                    | 3. Đặng Thị Kiều Uyển                                       | 5. Võ Hữu Nhân                                              | 7. Quỳnh Hoa                                                | [ 20 ] |